# Tschaikowski-Museum Klin

Tschaikowski-Haus (2011)

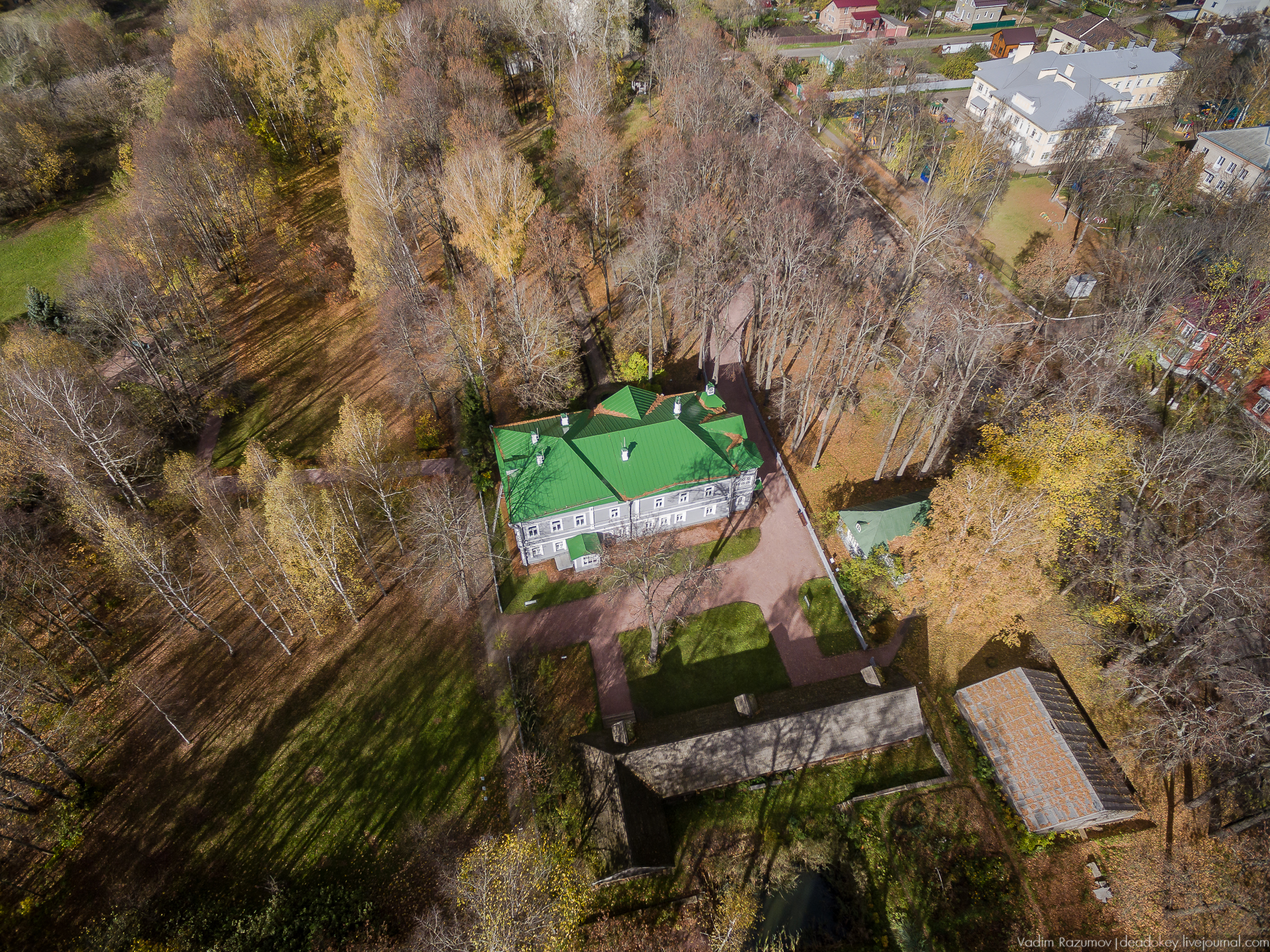
Tschaikowski-Museumsgelände (2016)

Das Tschaikowski-Museum Klin (Staatliches Gedenk-Musikmuseum von P. I. Tschaikowski, russisch Государственный мемориальный музыкальный музей – заповедник П.И.Чайковского) ist ein Pjotr Iljitsch Tschaikowski gewidmetes Museumsgelände außerhalb von Klin, 85 Kilometer nordwestlich von Moskau.
Tschaikowski lebte hier ab Mai 1892 bis zu seinem Tod im November 1893 in einem Landhaus und vollendete die Partituren zu Jolanthe und Der Nussknacker, komponierte Pathétique, 18 Klavierstücke, die Lieder Sechs Romanzen sowie Die Nacht nach einem Gedicht von Daniil Ratgaus und verfasste seine letzte Komposition – das 3. Klavierkonzert.
Das Anwesen wurde ab 1894 zum Tschaikowski-Museum ausgebaut – das erste Musiker-Museum in Russland. Zuerst in Privatbesitz, stand die Gedenkstätte ab 1921 unter staatlicher Obhut. 1964 erfolgte eine Erweiterung, neben dem bestehenden Tschaikowski-Haus, umgeben von einem Garten gemäß historischem Vorbild, wurde ein Konzertgebäude erbaut. 1990 eröffnete in einem Nebengebäude eine Sergei Tanejew gewidmete Dauerausstellung.
Das Archiv des Museums umfasst die größte Manuskriptsammlung Tschaikowskis – persönliche Briefe, Tagebücher, Entwürfe zu Kompositionen sowie Originalpartituren und ist seit Jahrzehnten Quelle für wissenschaftliche Publikationen.

## Geschichte

### Tschaikowski in Klin

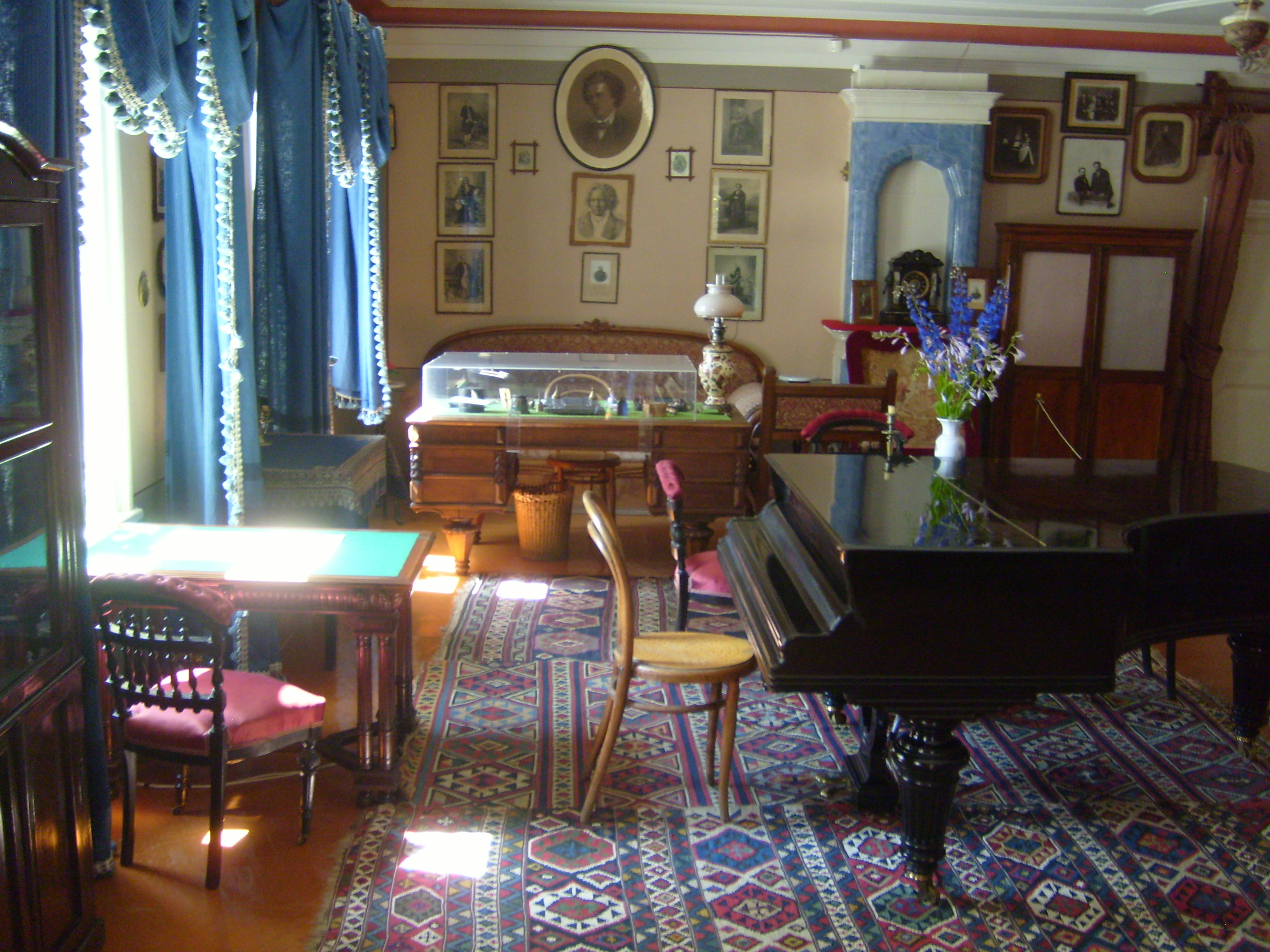
Salon mit Tschaikowskis Becker-Flügel (2011)

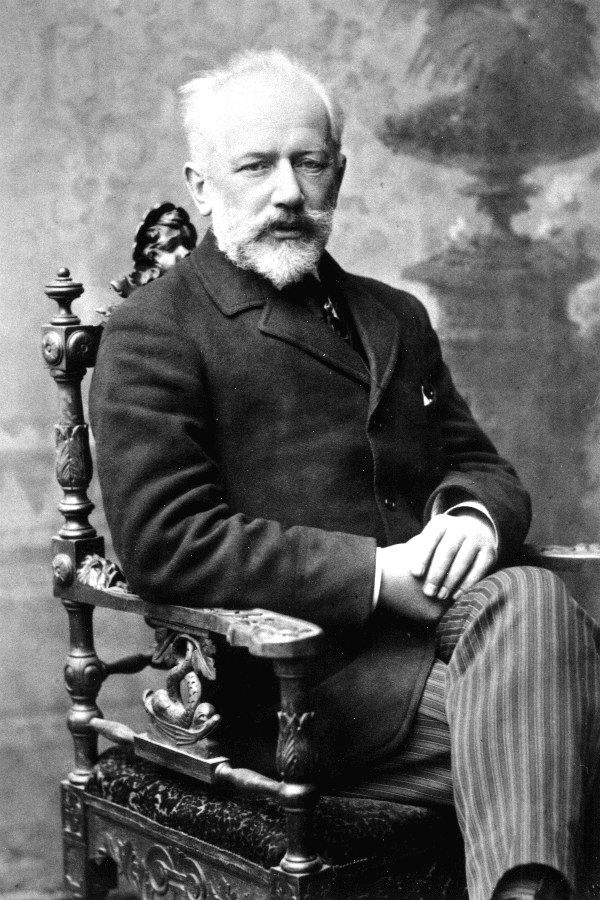
Tschaikowski (1893)

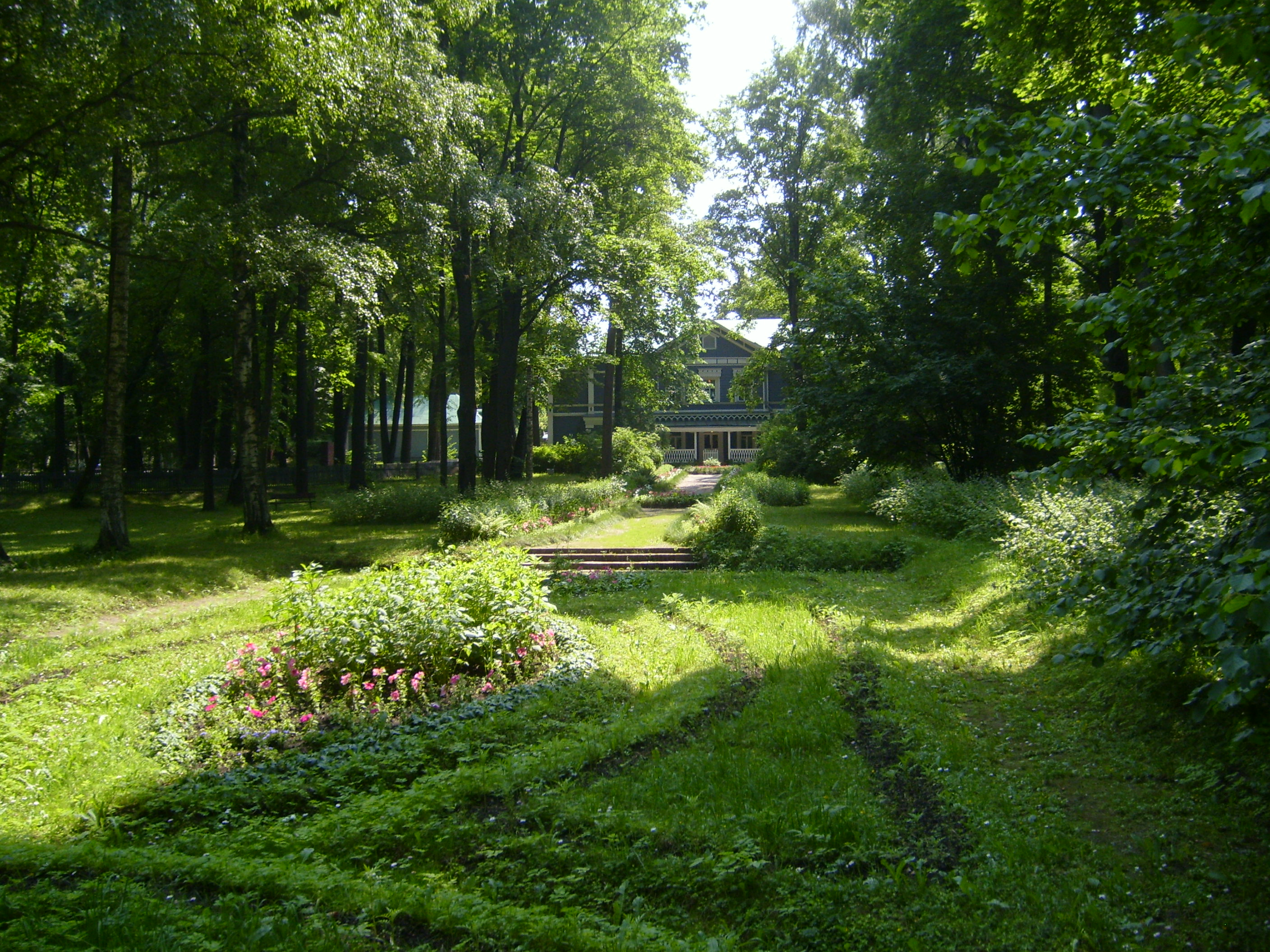
Garten des Tschaikowski-Museum (2011)

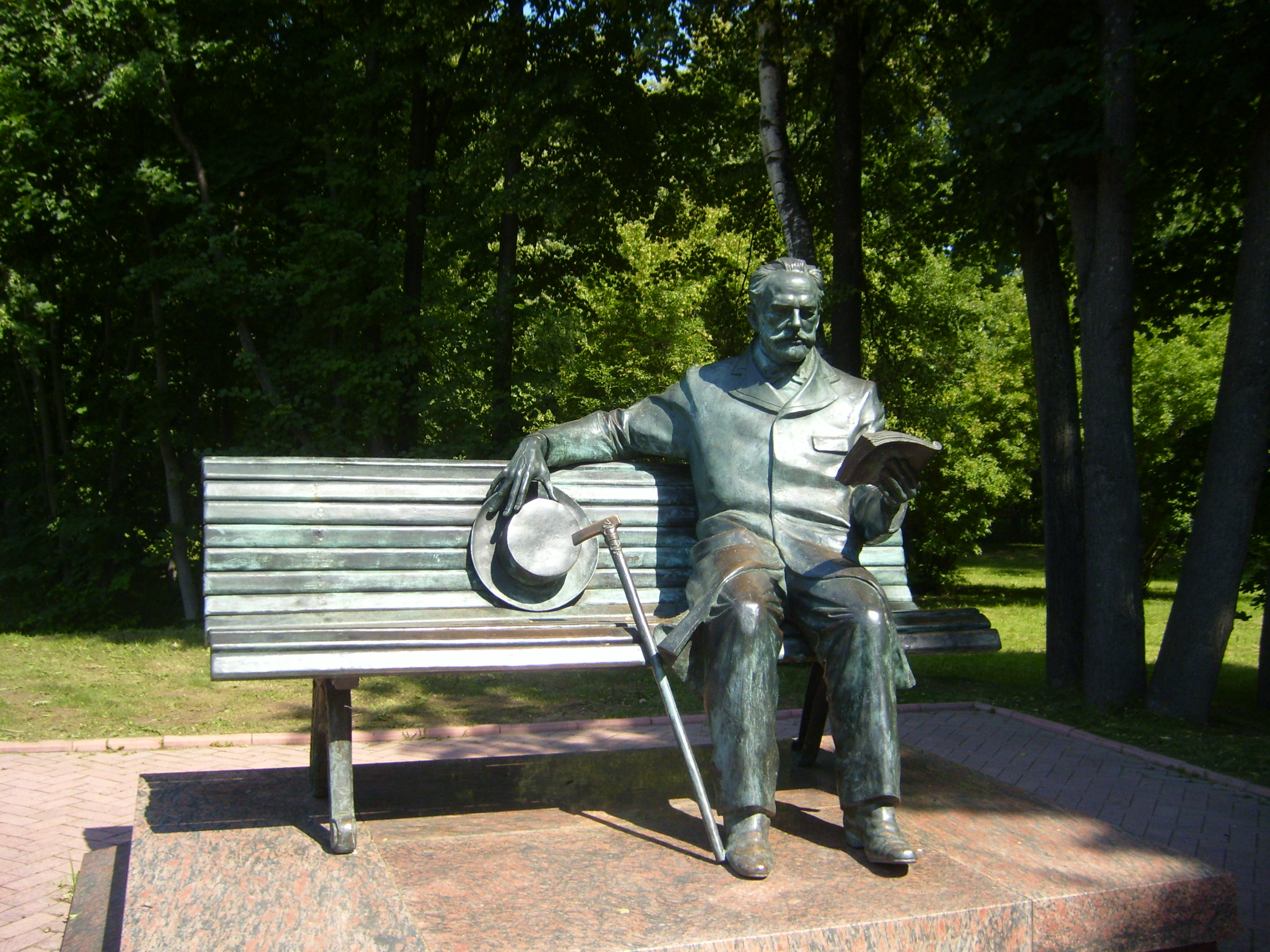
Tschaikowski-Denkmal (2011)

Tschaikowski lebte ab 1885 in der Gegend von Klin, um dem Trubel Moskaus zu entgehen und in Ruhe arbeiten zu können. Zuerst wohnte er in Maidanowo, später in Frolowskoje. Am 9. Februar 1892 schrieb er an seinen Bruder Anatol: „Ich habe ein Haus in Klin gemietet. Vielleicht kennst Du es – das Sacharow Haus, groß, komfortabel, außerhalb der Stadt, in der Nähe der Straße nach Moskau....Ich brauche – ich fühle es – ein Haus auf dem Land, oder, was fast das gleiche ist, in Klin, damit ich immer wenn nötig einen ruhigen Ort zum Arbeiten habe. Die Aussicht ist wundervoll und es gibt einen ziemlich großen Garten.“
Im Mai 1892 bezog Tschaikowski zusammen mit der Familie seines Dieners Alexei Sofronow das 1870 erbauten Landhaus außerhalb der Stadtgrenze Klins und notierte: „Mir geht es gut Zuhause und nirgendwo sonst hatte ich bisher so angenehme Bedingungen. […] Ich fühle mich wohler als je zuvor. Ich gehe viel spazieren und es ist sehr praktisch, in der Nähe der Autobahn zu wohnen – ich kann sogar bei Regenwetter laufen, ohne Gefahr, im Schlamm „zu ertrinken“.
Am 7. Oktober 1893 brach Tschaikowski von Klin zu einer Konzertreise nach Moskau und anschließend nach Sankt Petersburg auf, um die Uraufführung der Pathétique zu dirigieren. Er starb in Sankt Petersburg am 25. Oktober 1893, nach dem gregorianischen Kalender am 6. November, im Alter von 53 Jahren.

### Museum
Nach Tschaikowskis Tod kaufte Sofronow das Anwesen und auf Initiative von Tschaikowskis jüngerem Bruder Modest, blieben des Musikers Räumlichkeiten unangetastet, wurden am 9. Dezember 1894 zum Privatmuseum und dienten als Archiv für Tschaikowskis Schriften und als bibliografische Sammelstelle. 1897 erwarb Modest Tschaikowski das Anwesen und lebte zusammen mit Wladimir Davidow, Erbe von Tschaikowskis Autorenrechten und Sohn dessen Schwester Aleksandra, im Landhaus in den umgestalteten Räumen der Familie Sofronow. Enge Freunde und Schüler Tschaikowskis – Sergei Tanejew, Herman Larosch, Nikolai Kaschkin – unterstützten von Beginn an die Ausgestaltung des Museums und spendeten Archivmaterial.
Modest Tschaikowski, der 1916 starb, vermachte das Museum der Russischen Musikgesellschaft. Der ernannte Museumsdirektor Nikolai Schegin verbrachte das Inventar des Museums aufgrund der politischen Situation nach Moskau ans Konservatorium. 1917, nach der Bolschewistischen Revolution, ließ sich ein Anarchist namens Doroschenko mit seiner Familie im Tschaikowski-Haus nieder. Als dieser im April 1918 verhaftet wurde, erhielt das Museum vom Volkskommissariat für Bildung den Status eines geschützten Ortes und wurde 1921 durch ein von Lenin unterzeichnetes „Dekret als bedeutende historische Gedenkstätte, deren Unantastbarkeit von staatswichtiger Bedeutung ist, nationalisiert“. Das in Moskau lagernde Mobiliar und Schriftgut gelangte 1924 wieder nach Klin. Ab 1931 war das Bolschoi-Theater für das Museum verantwortlich und ab 1937 unterlag das Museum der Verwaltung des Gesamtsowjetischen Kultur-Komitees.
Infolge des Zweiten Weltkriegs wurde das Museumsinventar überwiegend nach Wotkinsk, Udmurtien evakuiert. Ab Ende November bis zum 15. Dezember 1941 lag Klin in der Besatzungszone der deutschen Wehrmacht, die das Museum schwer beschädigte. Das Erdgeschoss diente als Motorrad-Garage und Schusterwerkstatt. Die obere Etage wurde zum Quartier für 100 Soldaten, die im Haus verbliebene Holzmöbel als Brennholz nutzten. Nach der Rückeroberung Klins durch sowjetische Soldaten begutachteten der britische Staatssekretär Anthony Eden und der sowjetische Botschafter Großbritanniens Iwan Maiski bereits am 19. Dezember 1941 das beschädigte Museum im Rahmen einer diplomatischen Mission mit mehr als 20 Korrespondenten. Nach der Renovierung des Hauses wurden die ausgelagerten Gegenstände Tschaikowskis im November 1944 ins Museum zurückgebracht, das am 6. Mai 1945 erneut feierlich eröffnete.
1964 wurde auf dem Museumsgelände ein weiteres Gebäude errichtet, das zusätzliche Archivräume, die Museumsverwaltung und einen Konzertsaal mit 350 Sitzplätzen fasst.
Das Tschaikowski-Museum hat seit den späten 1980er Jahren eine Außenstelle in der Nähe von Klin – das Demjanowo-Museum. In Demjanowo war das Landhaus von Wladimir Tanejew, der mit Tschaikowski am Rechtsinstitut studiert hatte und einen Intellektuellen-Kreis aus Wissenschaftlern, Künstlern und Dichter führte. Sein jüngerer Bruder Sergei Tanejew war Tschaikowskis Schüler. Ab 1921 wurden Exponate und Schriften aus Demjanowo ins Tschaikowski-Museum verbracht.

### Garten
Tschaikowskis Landhaus war von einem großen Garten, der in einen Wald mündete, umgeben. Sofronow kultivierte den verwilderten Garten zwischen 1982 und 1983, ohne dessen ursprünglichen Waldcharakter mit heimischer Wildblumen-Fauna und ursprünglichen Begonien-Arten, Rosen, Nelken und Flammenblumen zu ändern. Modest pflanzte nach dem Tod seines Bruders vermehrt dessen Lieblingsblumen Maiglöckchen, Lilien, Veilchen, Vergissmeinnicht und Hasenglöckchen. Wertschätzung drückten Künstler wie Leonid Sobinow und Antonina Neschdanowa durch das Zufügen von Flieder aus.
1958 pflanzte Leopold Stokowski eine Eiche im Garten des Tschaikowski-Museums als Zeichen der Verehrung. Seitdem wird diese symbolische Ehrung anlässlich des 4-jährlich stattfindenden Tschaikowski-Wettbewerbs durch deren Juroren, zu Jubiläen und von Ehrengästen fortgeführt.
Im September 2006 wurde im Garten ein Tschaikowski-Denkmal des russischen Bildhauers Aleksander Roschnikow enthüllt.

## Tschaikowski-Museum

### Tschaikowski-Haus

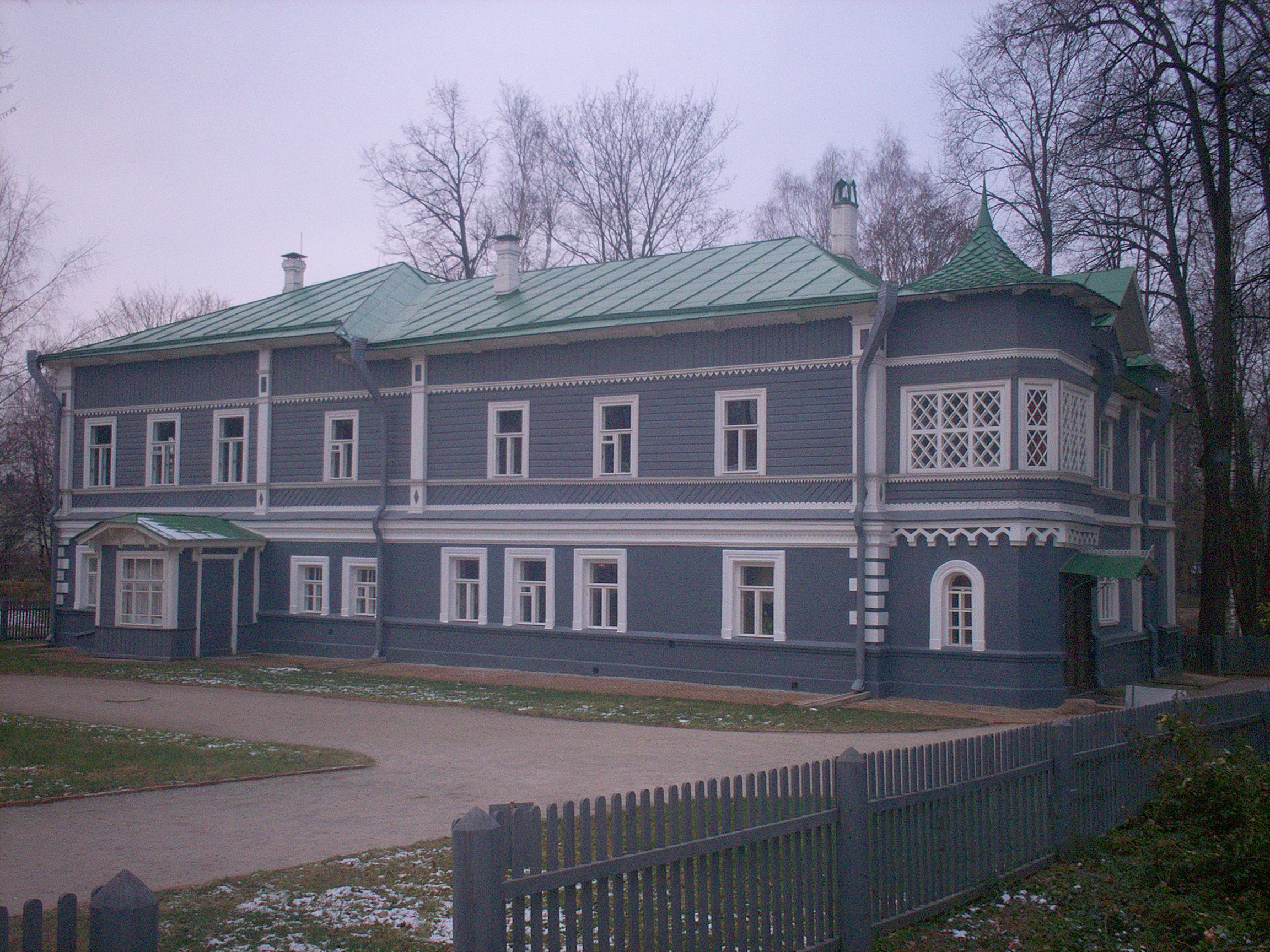
Tschaikowski-Haus (2007)

Das Tschaikowski-Haus ist ein zweistöckiges Holzhaus mit grau-blauer Fassade und einem grünen Dach. Tschaikowski lebte in der oberen Etage, während sein Diener Alexei Sofronow mit Familie das Erdgeschoss bewohnte. 1897 bezogen Modest Tschaikowski und Wladimir Davidow die umgestalteten Räumlichkeiten Sofronows, die Teil des Museums zum Gedenken an Tschaikowskis Verwandte sind.
Tschaikowski bewohnte einen Salon und ein Schlafzimmer im Obergeschoss, die über ein Vorzimmer zugänglich sind. Tschaikowskis Räume und das Speisezimmer im Erdgeschoss wurden nach mehrfachen rekonstruierenden Renovierungen in den historischen Zustand zurückversetzt und mit Originalinventar ausgestattet.
Der größte Raum der oberen Etage ist Tschaikowskis Salon. Hier stehen ein Schreibtisch, von dem „Tschaikowski den Briefwechsel mit seinen unzähligen Bekannten, zu denen u. a. bedeutendste Persönlichkeiten der Musikkultur Rußlands und anderer Länder gehörten“, führte. In der Mitte des Raums befindet sich ein Flügel, den Tschaikowski anlässlich seiner Übersiedlung nach Maidanowo vom Klavierhersteller erhalten hatte und an dem er in den Abendstunden mit Besuchern vierhändige Klavierwerke spielte. Bücherschränke bergen eine umfangreiche Bibliothek verschiedensprachiger Romane – Aksakow, Dostojewski, Tolstoi, Tschechow, Lermontow, Byron, Shakespeare, Milton, Alighieri, Goethe, Kleist, France, Flaubert, Maupassant, Zola, Ibsen, Kipling, Maeterlinck, Hamsun und Mereschkowski. Tschaikowskis Bibliothek umfasst daneben Werke antiker Philosophen sowie Schriften von Schopenhauer, Spencer und Nietzsche, kunstwissenschaftliche Literatur, daneben Bücher über Geschichte, Psychologie, Logik, Sprachwissenschaft, Literaturtheorie, Ökonomie, verschiedene Länder, Städte und Museen sowie eine umfängliche Zeitschriftensammlung in verschiedenen Sprachen, Wörterbücher und mehrbändige Enzyklopädien. In Vitrinen sind Erinnerungsstücke und Andenken an Konzertauftritte ausgestellt – ein Tintenfass in Form einer Freiheitsstatue, die Tschaikowski anlässlich einer Tournee durch die Vereinigten Staaten erhalten hatte, der Ehren-Dirigentenstab, mit dem die Odessaer Abteilung der Russischen Musikgesellschaft Tschaikowski 1893 ehrte und viele weitere. Auf Anrichten stehen Geschenke, zum Beispiel ein bronzener Hahn von Auguste-Nicolas Caïn, den Tschaikowski von Lucien Guitri aus Dankbarkeit für die Vertonung von Shakespeares Hamlet erhalten hatte. Die Wände sind mit Gemälden und Familienfotos bestückt, insbesondere Aufnahmen von Tschaikowskis Eltern Ilja Petrowitsch und Aleksandra Andreijewna. An den Salon grenzt ein kleines Teezimmer.
Musikwissenschaftliche Literatur ist auf den Salon und das Schlafzimmer verteilt. Sie umfasst umfängliche Sammelbände russischer, ukrainischer, lettischer, mährischer, deutscher, französischer und schottischer Volkslieder, daneben „die Partituren der Opern Glinkas, Rimski-Korsakows, die Werke Rubinsteins, Balakirews, Borodins, Gasunows, Tanejews, Arenskis, und anderer russischer Komponisten – Zeitgenossen Tschaikowskis –, auf vielen sind Autogramme zu sehen.“ Werke Mozarts, Haydns, Beethovens, Schumanns, Bizets, Smetanas, Dvořáks, Griegs und weiterer tragen Dirigentenvermerke Tschaikowskis und manchmal auch seine Bewertung der Kompositionen.   
Ein breiter Türbogen grenzt den Salon vom Schlafzimmer ab, das Tschaikowski auch als Arbeitszimmer diente. Neben dem Bett, Toilettentisch, einem Kleider- und Bücherschrank befindet sich ein kleiner Kartentisch aus karelischer Maser-Birke im Raum, von dem der Garten überblickt werden kann. Hier komponierte Tschaikowski.

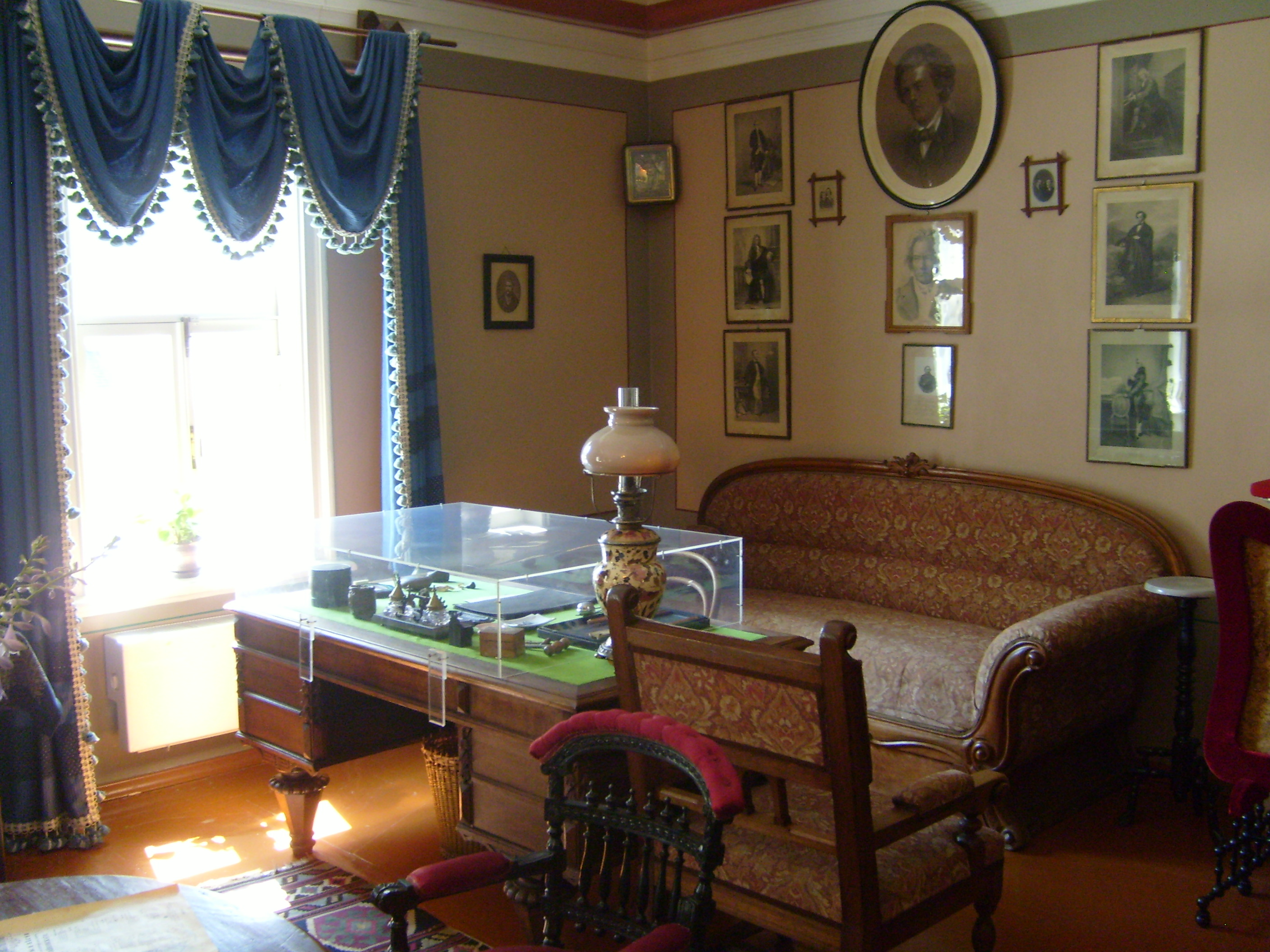
Schreibtisch im Salon
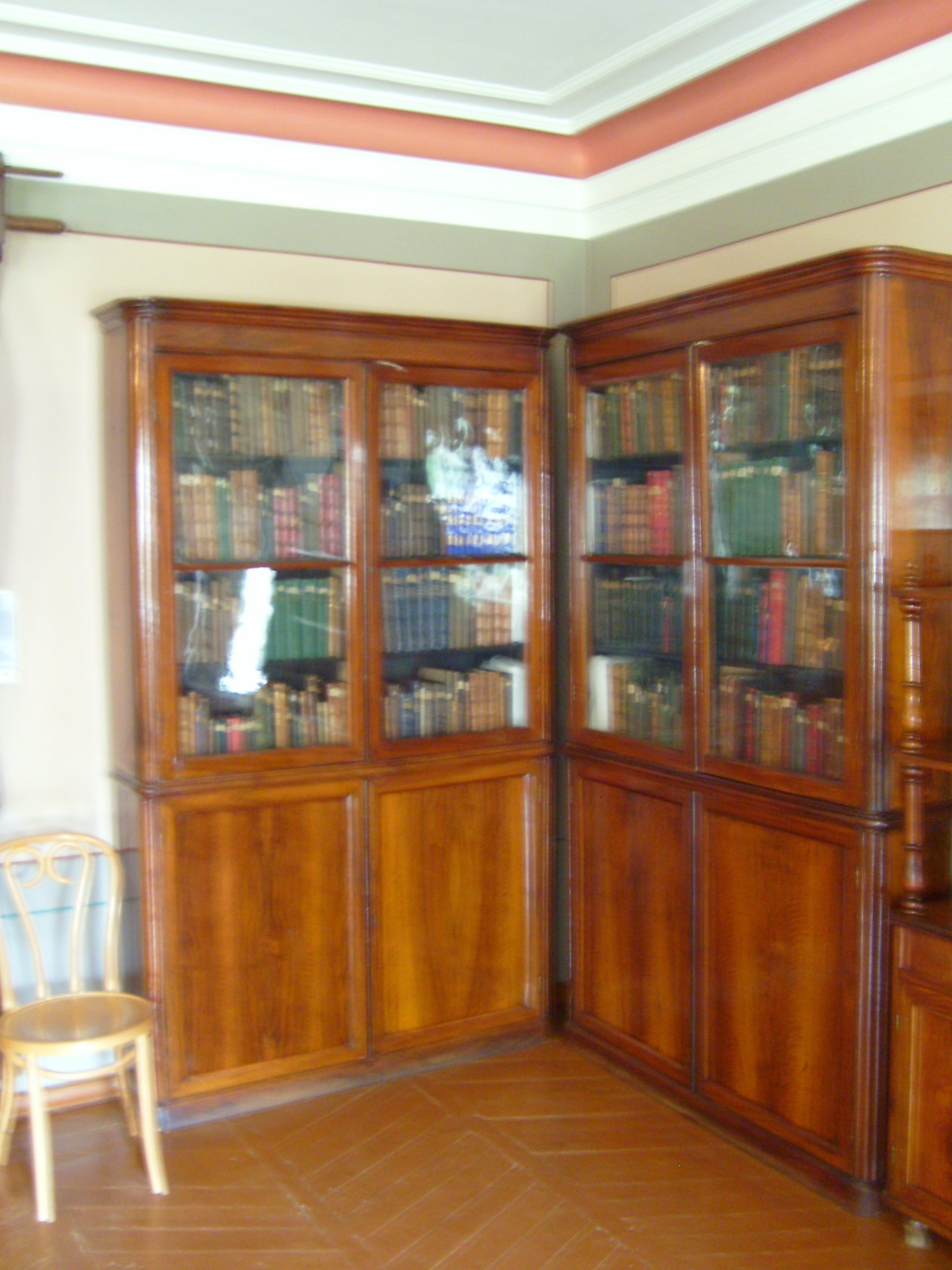
Teil der Bibliothek
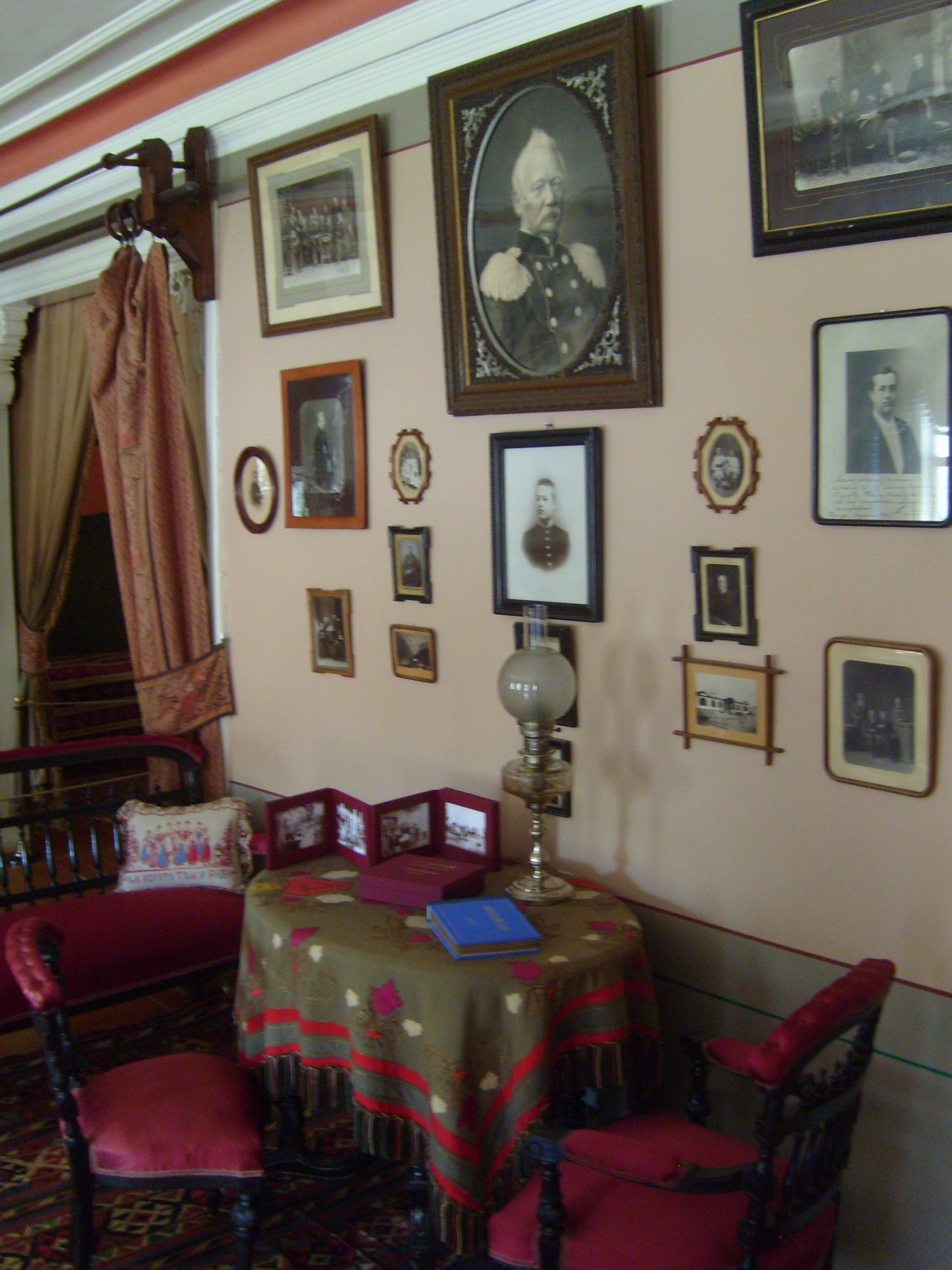
Fotografien der Eltern
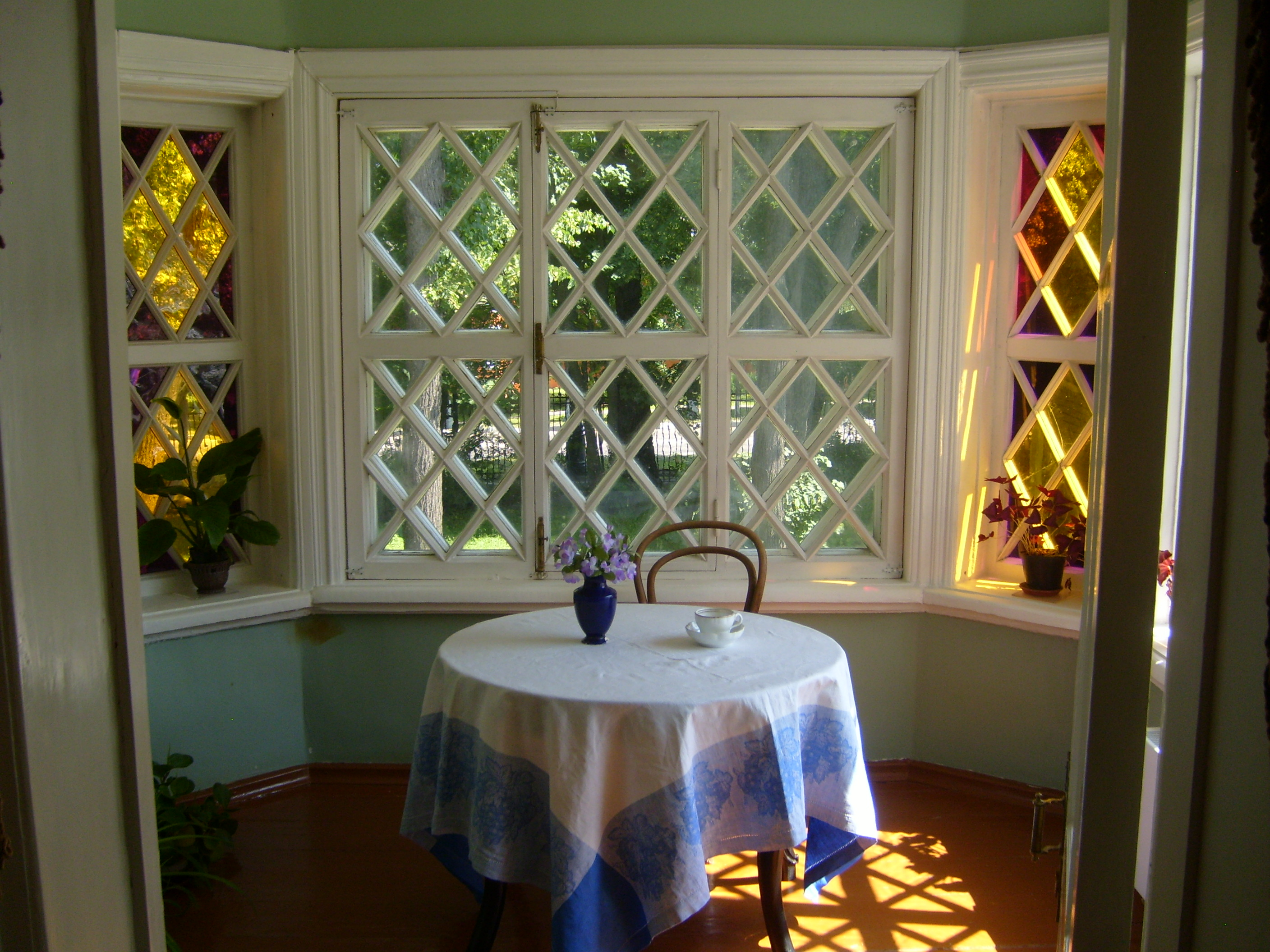
Teezimmer
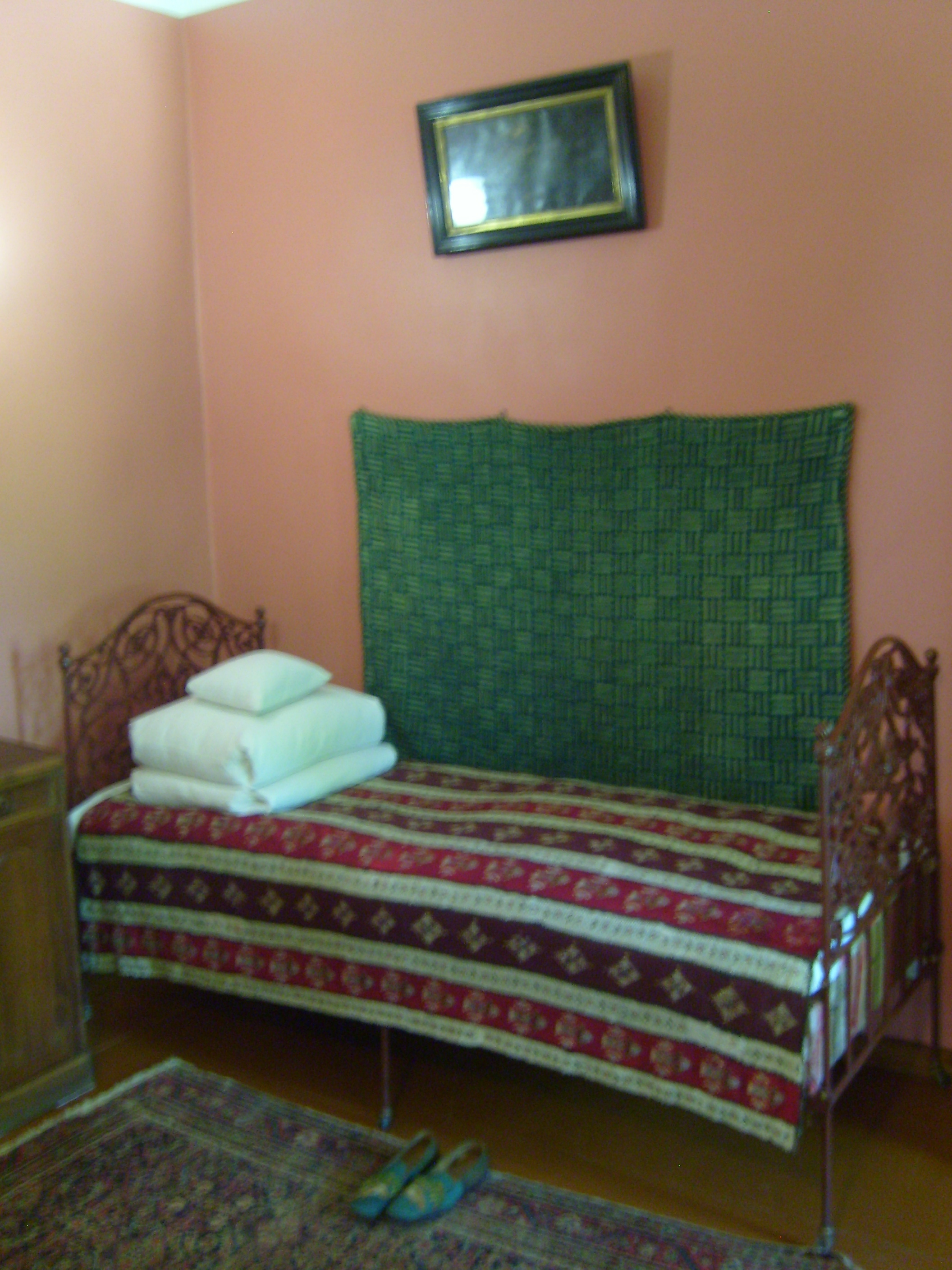
Schlafzimmer
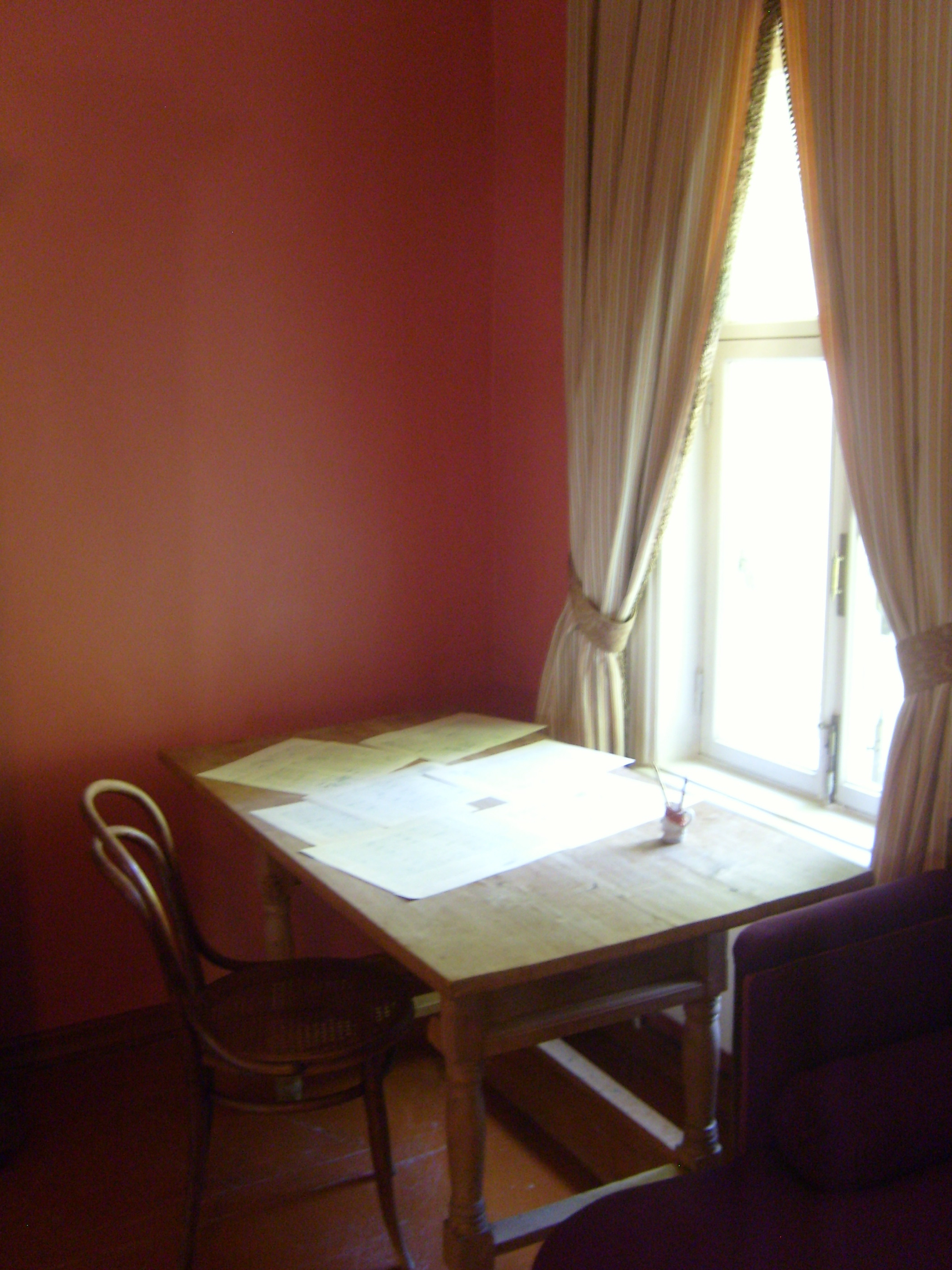
Schreibtisch im Schlafzimmer
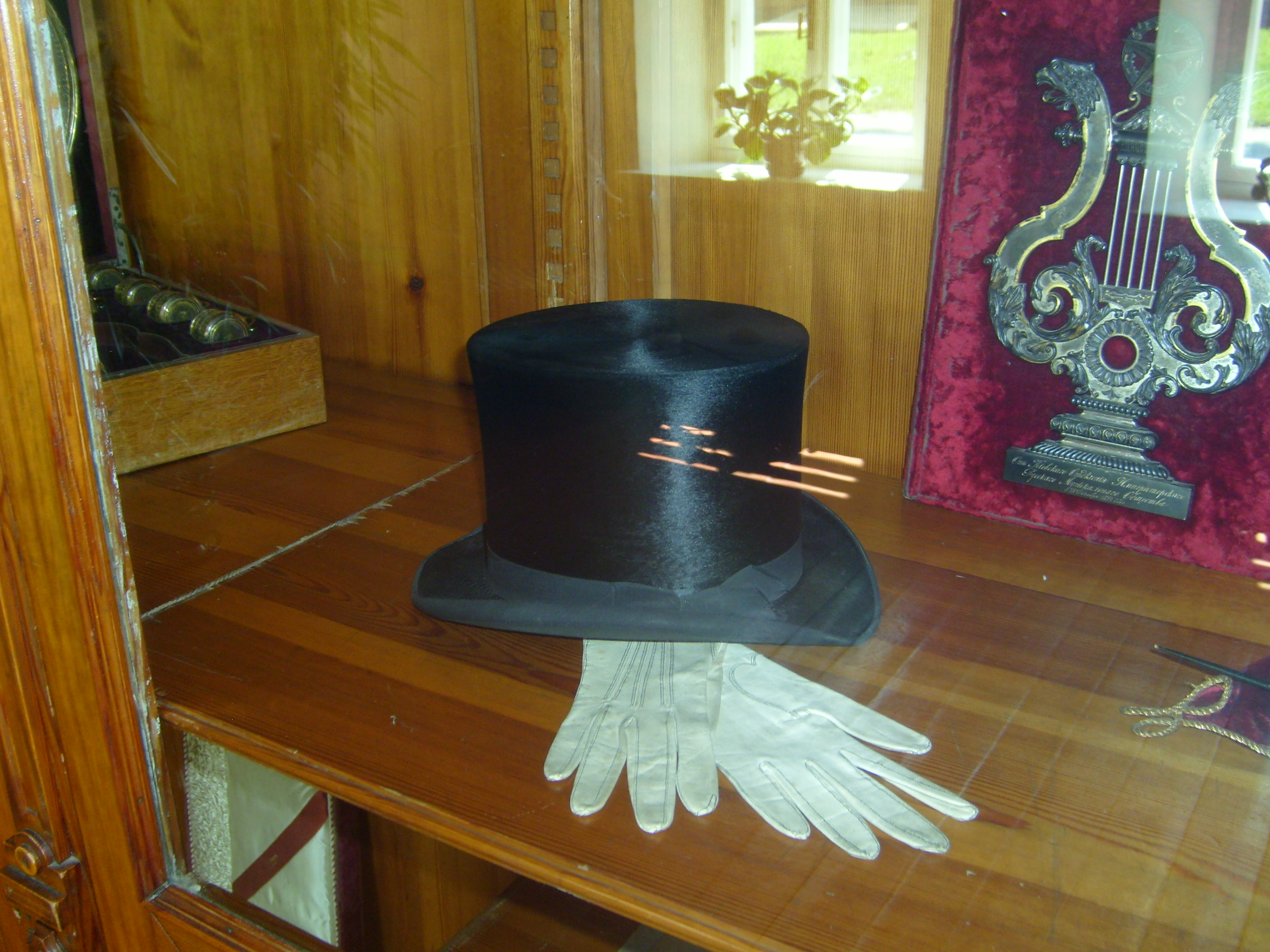
Zylinder und Handschuhe
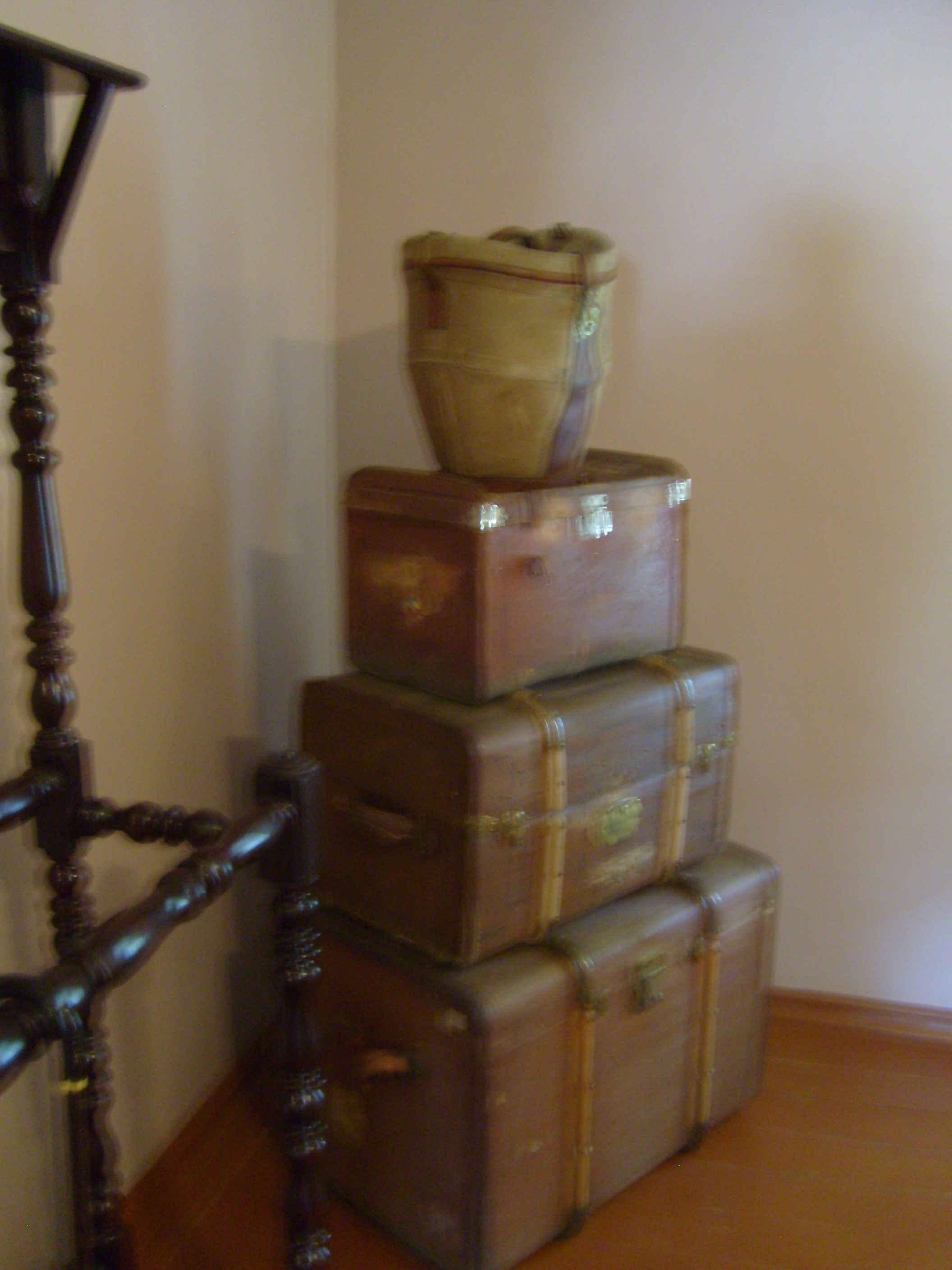
Reisegepäck

### Museumsgelände
Das Tschaikowski-Haus ist von einem 6,1 Hektar großen Garten umgeben. Auf dem Gelände befindet sich ein Konzertgebäude mit weiteren Ausstellungsräumen. Der Öffentlichkeit zugänglich ist das Musik-Archiv mit Aufnahmen aus dem 19. Jahrhundert bis zur Gegenwart, Sammlungen von Fotos und Programmheften, eine umfängliche Bibliografie, Skulpturen und Gemälde von Tschaikowski sowie Bühnendekorationen und Kostüme, die bei Aufführungen seiner Werke zum Einsatz kamen.
1990 eröffnete in einem Nebengebäude des Anwesens die Ausstellung Leben und Erbe von S. I. Tanejew sowie 2015 die Ausstellungen P. I. Tschaikowski. Symphonie ‚Das Leben‘. Schaffensweg und Künstlerschicksal und Musikfrühling der Welt, die der Geschichte des Internationalen Tschaikowski-Wettbewerbs gewidmet ist.
Die Ausstellungsfläche des Museums beträgt insgesamt 710 Quadratmeter, für Wechsel-Ausstellungen stehen zusätzliche 127 Quadratmeter zur Verfügung.

### Archiv
Das Museums-Archiv umfasst die größte Dokumentensammlung zu Tschaikowski – darunter 4000 von ihm verfasste Briefe, 7000 an ihn adressierte Schriftstücke, seine Tage- und Notizbücher, Entwürfe zu Partituren und Originalautografen seiner Kompositionen aus dem Nachlass der Tschaikowski-, der Davidow- und der d'Assier-Familie, von Nikolai Schegin, Margarita Rittikh und Sinaida Korotkowa-Lewiton.
Die älteste aus diesem Fundus generierte dreibändige Publikation stammt von Modest Tschaikowski aus den Jahren 1900 bis 1903, die aktuellste – Die wissenschaftliche Gesamtausgabe von Pjotr Iljitsch Tschaikowski – wird seit 2015 in Etappen veröffentlicht. Das Tschaikowski-Museum beschäftigt ca. 20 wissenschaftliche Mitarbeiter.
Das Archiv enthält daneben persönliche Zeugnisse von Tschaikowskis Zeitgenossen, u. a. von den Komponisten Sergei Tanejew und Anton Arenski, dem Cellisten Anatoli Brandukow, der Sopranistin Emilija Pawlowskaja, der Musikwissenschaftlerin Nadeschda Salina sowie dem Chorleiter Ulrich Awranek.
Kirill Gerstein bekam vom Tschaikowski-Museum 2015 noch vor Veröffentlichung der Urtext-Ausgabe des 1. Klavierkonzerts die Möglichkeit, dieses zum 140-jährigen Uraufführungs-Jubiläum in der Originalfassung mit dem Deutschen Symphonie-Orchester Berlin unter dem Dirigat von James Gaffigan einzuspielen.

## Veranstaltungen

### Konferenzen
Das Tschaikowski-Museum ist Austragungsort und Veranstalter der International Scientific Conference – Peter Ilyich Tchaikovsky and his heritage in the XIX-XXI Centuries: Forgotten and New. Die erste Konferenz fand anlässlich des 175. Jahrestages von Tschaikowskis Geburtstag statt, die zweite im November 2018.

### Konzerte
Seit den 1920er Jahren ist es Tradition, dass Musiker sich am 7. Mai in Klin versammeln, um an Tschaikowskis Geburtstag zu erinnern und auf seinem Flügel zu spielen. Von 1958 an wird diese Ehre den Gewinner des Tschaikowski-Wettbewerbs zuteil.
Im Konzertsaal finden regelmäßig Konzerte statt. Anlässlich von Jubiläen werden Festivals abgehalten. 2015 konzertierten im Rahmen des Internationalen Tschaikowski-Festivals zum Gedenken an dessen 175. Geburtstag die Wiener Philharmoniker unter der Leitung von Riccardo Muti, Michail Pletnjow mit dem Russischen Nationalorchester, Wladimir Fedossejew mit dem Tschaikowski-Symphonieorchester des Moskauer Rundfunks, Waleri Gergijew mit dem Orchester des Mariinski-Theaters, der Sweschnikow-Chor und die Solisten Maxim Fedotow, Wladimir Owtschinnikow und Denis Mazujew auf dem Museumsgelände.